# Décathlon aux Jeux olympiques d'été de 1932
Pour un article plus général, voir Athlétisme aux Jeux olympiques d'été de 1932.
Navigation
Amsterdam 1928 Berlin 1936
L'épreuve du décathlon aux Jeux olympiques de 1932 s'est déroulée les 5 et 6 août 1932 au Los Angeles Memorial Coliseum de Los Angeles, aux États-Unis. Elle est remportée par l'Américain James Bausch.

## Résultats
| Rang               | Athlète               | Pays           | Points   | Équivalence table actuelle | Notes |
| ------------------ | --------------------- | -------------- | -------- | -------------------------- | ----- |
| Médaille d'or      | James Bausch          | États-Unis     | 8462.235 | 6735                       | WR    |
| Médaille d'argent  | Akilles Järvinen      | Finlande       | 8292.480 | 6879                       |       |
| Médaille de bronze | Wolrad Eberle         | Allemagne      | 8030.805 | 6661                       |       |
| 4                  | Wilson Charles        | États-Unis     | 7985.00  | 6716                       |       |
| 5                  | Hans-Heinrich Sievert | Allemagne      | 7941.075 | 6515                       |       |
| 6                  | Paavo Yrjölä          | Finlande       | 7687.990 | 6385                       |       |
| 7                  | Clyde Coffman         | États-Unis     | 7534.410 | 6265                       |       |
| 8                  | Bob Tisdall           | Irlande        | 7327.170 | 6398                       |       |
| 9                  | Erwin Wegner          | Allemagne      | 7179.935 | 6189                       |       |
| 10                 | Péter Bácsalmási      | Hongrie        | 7001.735 | 5788                       |       |
| 11                 | Harry Hart            | Afrique du Sud | 6799.255 | 5697                       |       |
| -                  | Jānis Dimza           | Lettonie       |          |                            | DNF   |
| -                  | Zygmunt Siedlecki     | Pologne        |          |                            | DNF   |
| -                  | Héctor Berra          | Argentine      |          |                            | DNF   |
| -                  | Carlos Woebcken       | Brésil         |          |                            | DNF   |